# Graduate Record Examination
Pour les articles homonymes, voir GRE.
 (mai 2013).
Si vous disposez d'ouvrages ou d'articles de référence ou si vous connaissez des sites web de qualité traitant du thème abordé ici, merci de compléter l'article en donnant les références utiles à sa vérifiabilité et en les liant à la section « Notes et références ».
Le Graduate Record Examination (GRE) est un test d'anglais créé et géré par l'entreprise ETS. Ce test est requis pour étudier dans la plupart des universités ou graduate schools dans des pays anglophones.

## Critiques
Le GRE a été plusieurs fois critiqué depuis son instauration.
Parmi les faiblesses du GRE :
- Les connaissances mathématiques demandées sont de trop bas niveau pour correspondre aux exigences d'études scientifiques.
- Les mots de vocabulaire dans la partie associative sont généralement complexes et présentés en dehors de tout contexte, ce qui désavantage fortement les candidats n'ayant pas reçu une éducation en anglais.
- Le test n'existe qu'en anglais ce qui désavantage les étudiants ayant étudié dans une autre langue.
- Une préparation au test (bachotage) améliore quelque peu les résultats au test.